# Jean Fournet

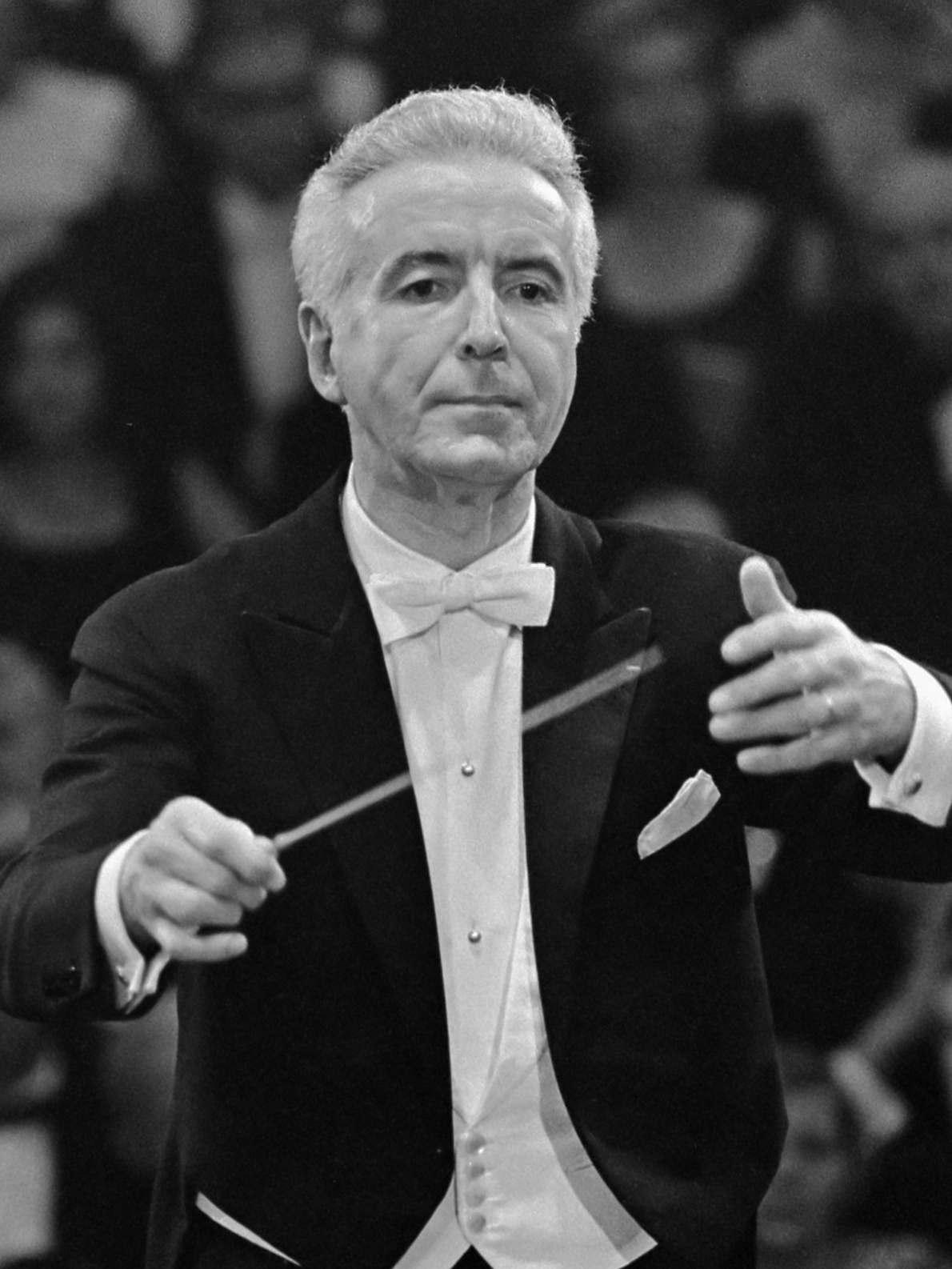
Jean Fournet (1967)

Jean Fournet (* 14. April 1913 in Rouen; † 3. November 2008 in Hilversum, Provinz Noord-Holland, Niederlande) war ein französischer Dirigent.

## Leben und Wirken
Fournet studierte Flöte und Dirigieren am Conservatoire de Paris und debütierte 1936 als Dirigent in Rouen, wo er zwei Jahre später eine feste Anstellung erhielt. 1940 ging er nach Marseille, und von 1944 bis 1957 war er musikalischer Direktor der Opéra-Comique in Paris. Zugleich unterrichtete er hier Dirigieren an der École normale supérieure.
1950 trat Fournet erstmals mit dem Concertgebouw-Orchester und dem Radio Filharmonisch Orkest auf. Außerdem wurde er musikalischer Direktor des Rotterdams Philharmonisch Orkest. In den 1950er Jahren entstanden vielbeachtete Schallplattenaufnahmen u. a. von Faurés Requiem und von Bizets Les pêcheurs de perles. 1958 trat er mit Pelléas et Mélisande erstmals in Japan auf.
1961 wurde er Dirigent des Radio Filharmonisch Orkest. Mit einer Bühnenfassung von Orffs Carmina Burana und Ravels L'heure espagnole debütierte er in den USA 1965 als Operndirigent an der Lyric Opera of Chicago. Es folgten weitere Aufführungen französischer Opern in dieser Stadt.
1978 trat Fournet erstmals mit dem Tokyo Metropolitan Symphony Orchestra (TMSO) auf, dessen regulärer Dirigent er von 1983 bis 1986 war. An der Metropolitan Opera debütierte Fournet 1987 mit der Oper Samson et Dalila. 1989 ernannt ihn das TMSO zu seinem Ehrendirigenten. Nach einer Europatournee 1988 trat er mit dem Orchester 2002 in Peking auf. Sein Abschiedskonzert mit dem TMSO gab er 2005.
Fournet spielte zahlreiche bedeutende Werke auf Schallplatten ein, darunter von Berlioz das Requiem, La damnation de Faust und die Symphonie Fantastique, von Boieldieu Die weiße Dame, die Nocturnes, La Mer und Iberia von Claude Debussy, Saint-Saëns’ Samson et Dalila und seine Orgelsinfonie und Massenets Manon, außerdem auch Werke weniger berühmter Komponisten wie Ernest Chausson, Bernard Zweers, Hendrik Andriessen und Hans Henkemans.
| Personendaten    | Personendaten          |
| ---------------- | ---------------------- |
| NAME             | Fournet, Jean          |
| KURZBESCHREIBUNG | französischer Dirigent |
| GEBURTSDATUM     | 14. April 1913         |
| GEBURTSORT       | Rouen                  |
| STERBEDATUM      | 3. November 2008       |
| STERBEORT        | Hilversum              |